# Euthyme le Grand
Pour les articles homonymes, voir Euthyme.
Euthyme le Grand (Ευθύμιος ο Μέγας 377-473) est né à Mélitène, dans la province de Petite-Arménie. Il figure parmi les saints de l'Église catholique et de l'Église orthodoxe. Il est célébré le 20 janvier, jour de sa mort et aussi jour de la déposition de ses reliques cinq ans plus tard dans l'église de son monastère du désert de Juda.

## Biographie
Sa mère, une fois jeune veuve, devint diaconesse. Son fils fut élevé à l'évêché de Mélitène. Il devient prêtre et reçoit la charge de surveiller les monastères du diocèse. À 28 ans, il se fit moine dans la laure de Pharân en Palestine (dans le Wâdi Qelt près de Jérusalem). 
Il vécut en ermite, avec son compagnon saint Théoctiste.
« Les armes du moine, c'est la méditation, le discernement des esprits, la tempérance, l'obéissance selon Dieu », disait-il.
« Gardez toujours comme principe et comme fin de toute activité, la charité sincère qui est le lien de toute perfection. Toute vertu se fortifie par la charité et l'humilité, mais la charité l'emporte avec l'aide de l'expérience, du temps et de la grâce. C'est par charité que le Verbe de Dieu s'est humilié en se faisant pareil à nous. »
Il participa au concile de Chalcédoine, en 451, et défendit les définitions sur la personne du Christ.
Il suivit une discipline de jeûne particulière chaque année : après la fête de la Théophanie et jusqu'à Pâques, il sortait dans le désert, à la rencontre de Dieu, se nourrissant de plantes sauvages. Après une vingtaine d'années, il s'installa dans une grotte, avec d'autres moines, dont Chrysippe de Jérusalem. Après la mort d'Euthyme, ses disciples y fondèrent en 482 le monastère Saint-Euthyme, consacré par Martyrius, patriarche de Jérusalem ; il resta en activité jusqu'aux XIIe siècle ; des ruines en subsistent.
L'Église grecque le considère comme l'un des principaux organisateurs de sa liturgie. Il est fêté le 20 janvier.  
Sa biographie a été écrite par Cyrille de Scythopolis.